# كهاني (فلم هندي)
كهاني (بالإنجليزية: Kahaani) هو فيلم إثارة تم إنتاجه في الهند وصدر في سنة 2012. الفيلم من كتابة عرفان خان. من بطولة فيديا بالان وبريمبارتا تشاترجي وسينغوبتا نيل إندرا.

## قصة
تبدأ أحداث الفيلم بانفجار قنبلة غاز سام في أحد مقصورات مترو بمدينة كلكتا ما يتسبب في مقتل جميع الركاب، بعد سنتين من الحادث تصل فيديا باغشي (فيديا بالان) المهندسة الحامل إلى كلكتا بحثاً عن زوجها أرناب.
يعرض ضابط الشرطة رنا سينها (برمبراتا تشاترجي)، وتعطيه فيديا معلومات أن زوجها كان يعمل في وكالة NDC لكن التحقيقات الأولية تثبت أنه لا يوجد شخص يعمل لديهم بهذا الاسم.
وتتحدث فيديا مع مدير الموارد البشرية في الشركة فيخبرها أن زوجها يشبه الموظف السابق ميلان دامجي (أندرانيل سينغوبتا)، وقبل أن يعطيها الملف الخاص به يتعرض المدير للقتل من قبل بوب بيسواس (ساسواتا شاترجي) القاتل المتخفي كموظف تأمين على الحياة.
تحاول فيديا والضابط رنا اقتحام المكتب القديم للشركة للحصول على الملف وينجحان في الهرب قبل أن يمسكهما القاتل، لكن محاولات بحثها عن زوجها تجذب انتباه المخابرات التي تبدأ في الاهتمام بالقضية.

## ابطال
بريمبارتا تشاترجي دور شاكتى سينيها

## روابط خارجية
- كهاني على موقع IMDb (الإنجليزية)
- كهاني على موقع روتن توميتوز (الإنجليزية)
- كهاني على موقع نتفليكس (الإنجليزية)
- كهاني على موقع قاعدة بيانات الأفلام العربية
- كهاني على موقع ألو سيني (الفرنسية)
- كهاني على موقع أول موفي (الإنجليزية)
- كهاني على موقع فيلمافينيتي (الإسبانية)
- كهاني على موقع قاعدة بيانات الفيلم (الإنجليزية)
- كهاني على موقع ليتربوكسد (الإنجليزية)
- كهاني على موقع كينوبويسك (الروسية)